# 季節信用

季節信用卡標誌

季節信用（日语： kuredi sezon */?）是一家日本信用卡公司，創立於1951年，當時為從事分期付款信用服務的商店「綠屋」，1968年與西武百貨進行資本合作，至1989年改為現名。曾為以西武百貨為中心的季節集團的成員之一（該集團原為西武集團的流通事業部門），季節集團在1990年代後期解體後，因股權持有的緣故，該公司可稱是連接舊季節集團各公司與西武集團的節點。2019年時，季節信用發行的「季節信用卡」（日语：セゾンカード；又譯世尊信用卡）總會員數達2,679萬人，其中活躍會員數有1,490萬人。該公司是日經平均指數成份股之一。

## 外部連結
- 季節信用（页面存档备份，存于）
- 永久不滅.com（页面存档备份，存于）
- YouTube上的永久不滅チャンネル頻道